# Formel 3000 1994
Formel 3000-säsongen 1994 innehöll åtta omgångar.

## Delsegrare
| Datum        | Bana              | Vinnare        |
| ------------ | ----------------- | -------------- |
| 8 maj        | Silverstone       | Franck Lagorce |
| 15 maj       | Pau               | Gil de Ferran  |
| 28 maj       | Barcelona         | Max Papis      |
| 17 juli      | Enna-Pergusa      | Gil de Ferran  |
| 30 juli      | Hockenheimring    | Franck Lagorce |
| 27 augusti   | Spa-Francorchamps | J-C Bouillon   |
| 25 september | Estoril           | J-C Boullion   |
| 2 oktober    | Magny-Cours       | J-C Boullion   |

## Slutställning
| Plats | Förare           | Poäng |
| ----- | ---------------- | ----- |
| 1     | J-C Bouillon     | 36    |
| 2     | Franck Lagorce   | 34    |
| 3     | Gil de Ferran    | 28    |
| 4     | Vincenzo Sospiri | 24    |
| 5     | Didier Cottaz    | 13    |
| 6     | Max Papis        | 13    |